# Podabrus youngi
Podabrus youngi es una especie de coleóptero de la familia Cantharidae.

## Distribución geográfica
Habita en California (Estados Unidos).